# Micro Olympics
Micro Olympics (ook wel Olympic Spectacular) is een computerspel dat werd ontwikkeld en uitgegeven door Database Software. Het spel werd uitgebracht in 1984. De release voor Commodore 64 kwam uit in 1987. Het spel bevat verschillende olympische sporten, zoals: 100 m, 1500 m, speerwerpen, discuswerpen, kogelslingeren, hoogspringen, verspringen en hink-stap-springen. Elk evenement heeft een wereldrecord dat aangevochten kan worden.
Het spel is in het Engels en kan door maximaal één persoon tegelijkertijd gespeeld worden.

## Releases
- BBC Micro (1984)
- Commodore 64 (1987)
- Electron (1984)
- ZX Spectrum (1984)